# Tour Saint-Jacques (Issac)
La tour Saint-Jacques est un édifice français situé sur la commune d'Issac, dans le département de la Dordogne.
Elle fait l'objet d'une protection au titre des monuments historiques.

## Localisation
La tour Saint-Jacques se situe dans le département de la Dordogne, dans le Landais, dans la partie sud du village d'Issac.
Elle se trouve à l'angle sud-est de plusieurs maisons datant de la même époque, et alignées le long de la route départementale 38, à une trentaine de mètres au sud de l'église et à une centaine de mètres à l'est de la maison Chastenet.

## Historique et architecture
La tour Saint-Jacques a été bâtie au XVe siècle, comme l'ensemble des maisons attenantes. De forme ronde et construite au-dessus d'un souterrain, elle abrite un escalier à vis.
Le bâtiment fait l’objet d’une inscription au titre des monuments historiques depuis le 2 juillet 1987 .

## Galerie de photos

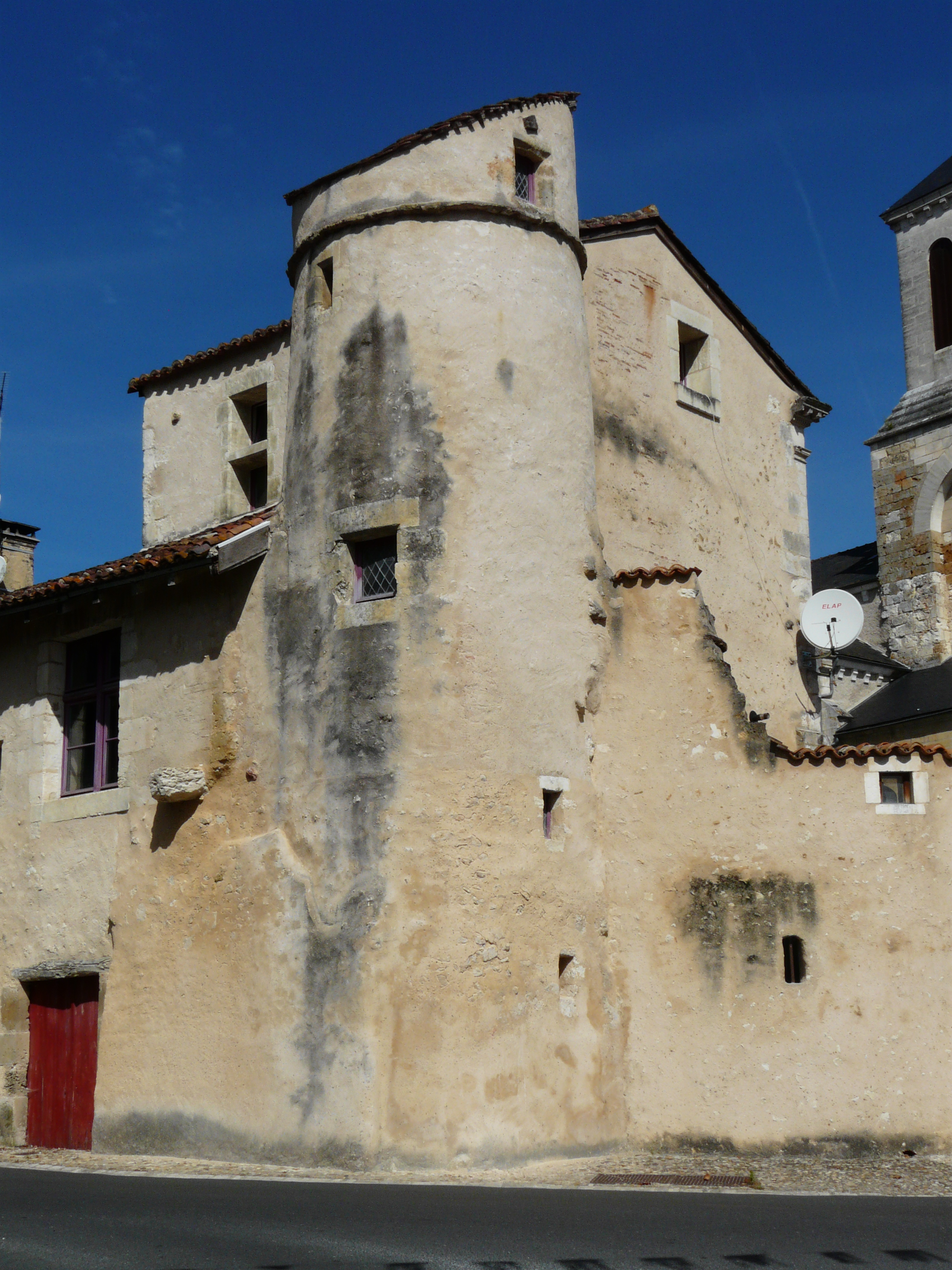
Vue depuis le sud-est.
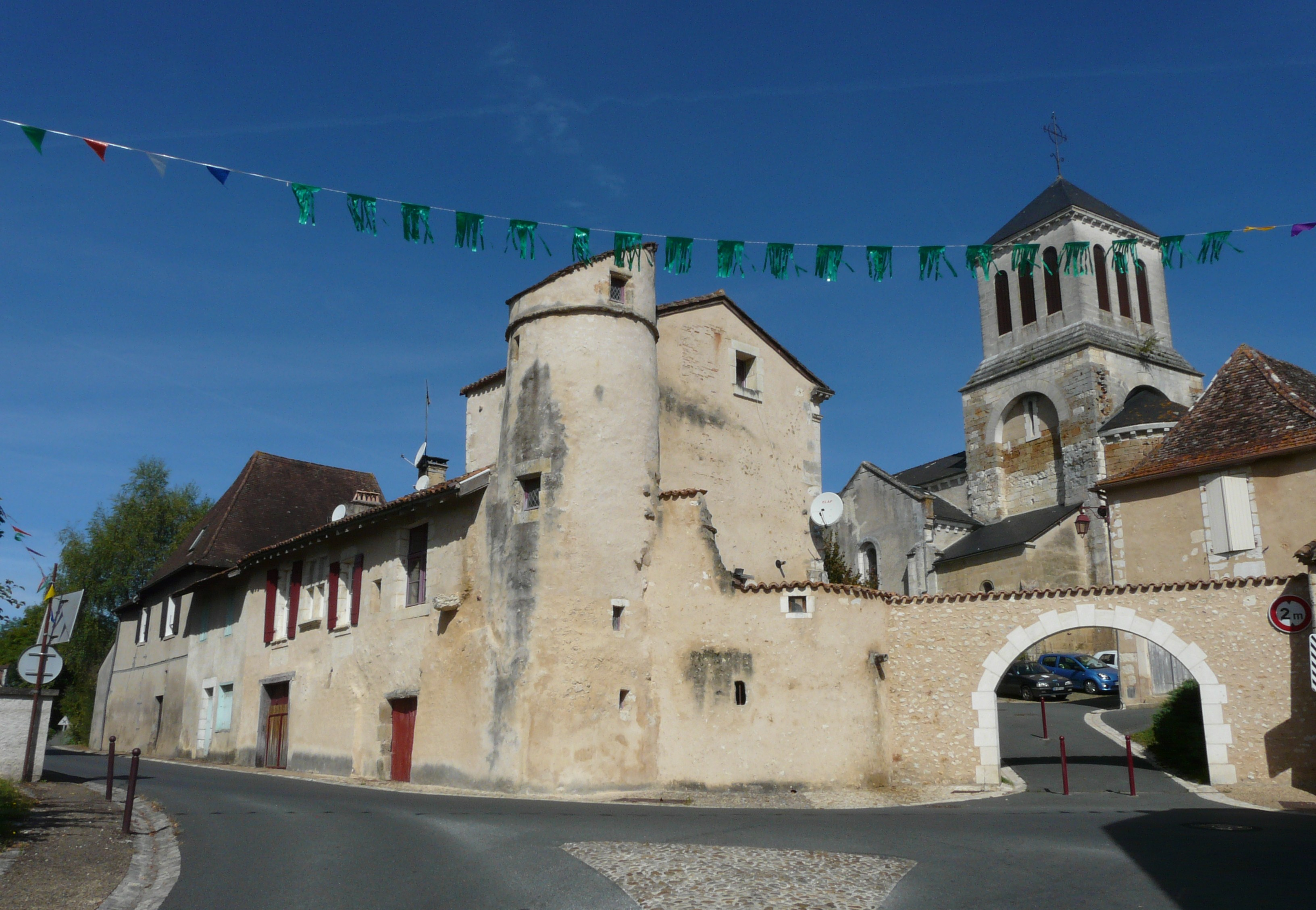
Avec l'église en arrière-plan.
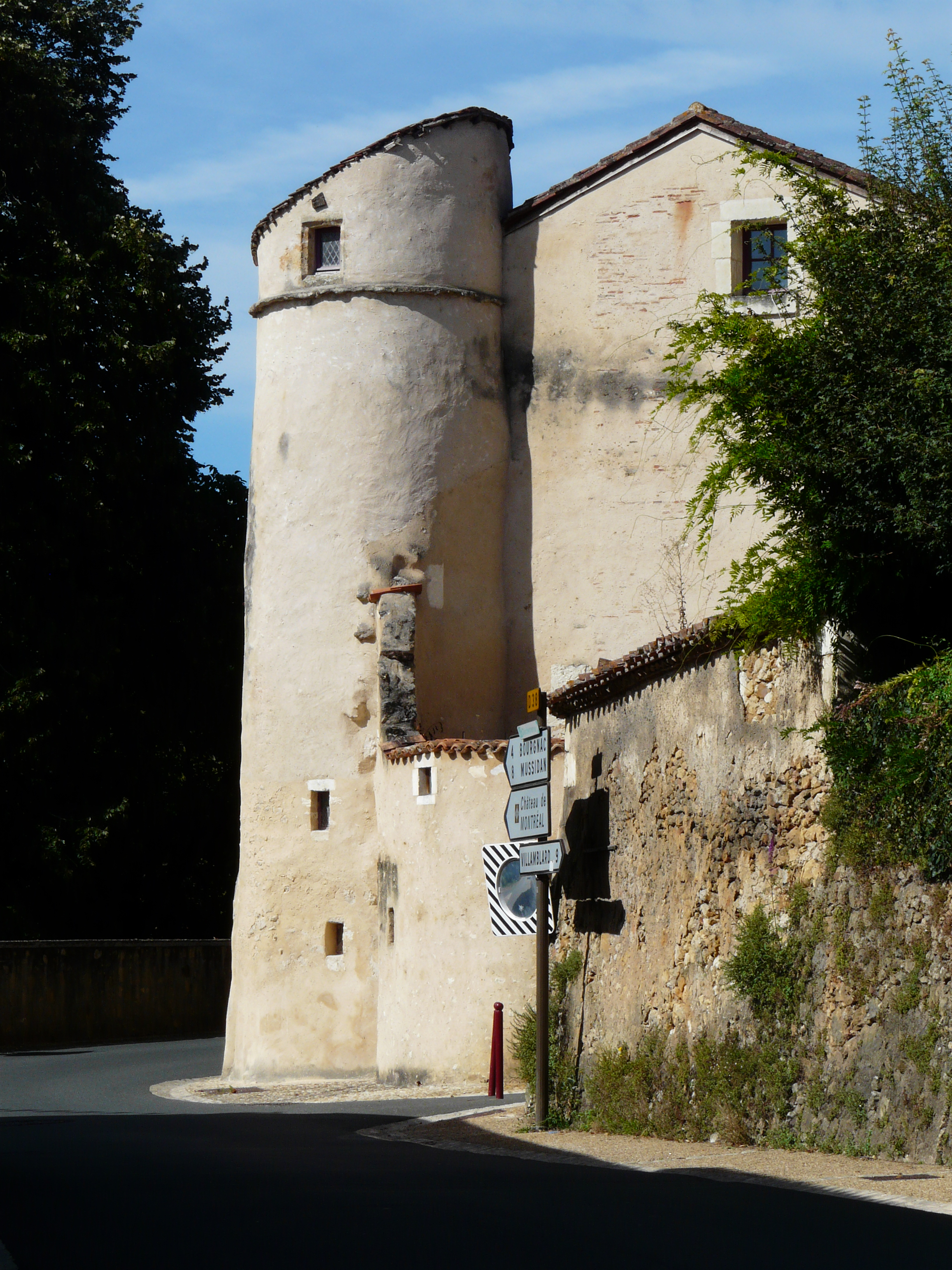
Vue depuis le nord-est.